# Patinatge artístic als Jocs Olímpics d'hivern de 1968
Als Jocs Olímpics d'Hivern de 1968 celebrats a la ciutat de Grenoble (França) es disputaren tres proves de patinatge artístic sobre gel, una en categoria masculina, una altra en categoria femenina i una tercera en categoria mixta per parelles.
Les proves es disputaren entre els dies 8 i 16 de febrer de 1968 a les instal·lacions del Palau d'Esports de la ciutat de Grenoble. Hi participaren un total de 96 patinadors, entre ells 46 homes i 50 dones, de 17 comitès nacionals diferents.

## Resum de medalles

### Categoria masculina
| Prova              | Or               | Argent       | Bronze       |
| Individual detalls | Wolfgang Schwarz | Timothy Wood | Patrick Pera |

### Categoria femenina
| Prova              | Or            | Argent           | Bronze       |
| Individual detalls | Peggy Fleming | Gabriele Seyfert | Hana Mašková |

### Categoria mixta
| Prova            | Or                                                  | Argent                                          | Bronze                                  |
| Parelles detalls | Unió Soviètica Liudmila Belousova · Oleg Protopopov | Unió Soviètica Tatyana Zhuk · Aleksandr Gorelik | RFA Margot Glockshuber · Wolfgang Danne |

## Medaller
| Posició | País           | Or | Argent | Bronze | Total |
| 1       | Estats Units   | 1  | 1      | 0      | 2     |
| 1       | Unió Soviètica | 1  | 1      | 0      | 2     |
| 2       | Àustria        | 1  | 0      | 0      | 1     |
| 3       | RDA            | 0  | 1      | 0      | 1     |
| 4       | França         | 0  | 0      | 1      | 1     |
| 4       | RFA            | 0  | 0      | 1      | 1     |
| 4       | Txecoslovàquia | 0  | 0      | 1      | 1     |
|         |                |    |        |        |       |
| Total   | Total          | 3  | 3      | 3      | 9     |